# 번개맨과 신비의 섬
《번개맨과 신비의 섬》은 2018년 개봉한 대한민국의 가족 영화이다.

## 배역
주연
- 서홍석 - 번개맨 역
- 홍민아 - 번개걸 역
- 유수호 - 마리오 역
- 최오식 - 나잘난 역
- 이상철 - 더잘난 역
- 김수미 - 피어나 역

조연
- 김성웅 - 찰리 / 와케아 / 수호천사 역
- 임미영 - 릴리코이 / 추억천사 / 조이랜드 친구 역
- 이지 - 베리 역
- 이수현 - 요나 역